# Шэньси Чанъань
«Шэньси Чанъань» (кит. 陕西长安竞技足球俱乐部) — бывший китайский футбольный клуб из провинции Шэньси, Сиань, выступающий во второй по значимости китайской лиге. Домашней ареной клуба является Провинциальный стадион Шэньси вместимостью 50100 человек.

## История
Футбольный клуб «Шэньси Чанъань» был создан 30 марта 2016 года при поддержке восьми компаний, географически расположенных в городе Сиань и назван по наименованию старой столицы Чанъань, которая располагалась на месте города Сиань. Команда в 2016 году начала выступать в любительской лиге Китая и выиграла провинциальную Суперлигу, а также заняла первое место в финальной группа А северо-западного региона. «Шэньси Чанъань» стал полуфиналистом национального розыгрыша , однако по пенальти проиграл команде «Далянь Боян», однако получил повышение в классе и принял участие в розыгрыше Второй лиги сезона 2017 года. В сезоне 2018 года команда стала третьей, проиграв в драматичном матче на последней минуте клубу «Наньтун Чжиюнь» и упустила возможность повышения в классе. 

## Достижения
- На конец сезона 2018 года[4]

Достижения по сезонам
| Сезон    | 2016 | 2017 | 2018 |
| -------- | ---- | ---- | ---- |
| Дивизион | 4    | 3    | 3    |
| Место    | 2    | 7    | 3    |